# Montanhas Hamurperte
As montanhas Hamurpete (em armênio: Համուրպետ լեռնաշղթա, Hamurpet leṙnašġtʻa; em turco: Hamurpert Dağları), Acdoane (Akdoğan) ou Camur (Համուր, Xamur) são uma cadeia de montanhas localizada no ponto zero da fronteira das províncias de Muxe e Erzurum, na Turquia. Se estende do leste do lago Hamurpete até o distrito de Carachobane, cruzando a fronteira onde os distritos de Varto, Bulaneque e Quenes se cruzam.

## Geologia e geomorfologia
As montanhas aparecem como uma massa montanhosa entre a planície de Quenes e o rio Murate. Inclui o lago Hamurpete, um dos lagos mais altos e bem preservados da Turquia. Possui ricos recursos hídricos e algumas partes da montanha consistem em camadas calcárias. São uma das zonas úmidas importantes para pássaros e há mais de 100 lagos pequenos e rasos nela. A maioria dos lagos está localizada ao redor das aldeias de Quenes, localizadas ao norte do pico de 2 879 metros. São uma das montanhas mais altas da província de Muxe e têm as florestas mais organizadas. Sua largura é de 10 quilômetros e o comprimento é de 30 quilômetros. Como resultado das erupções vulcânicas nas montanhas Hamurpete, os lagos da cratera de Hamurpete foram formados. Goztepe e Quezerbaba são uma de suas montanhas mais altas.

## Flora
As principais espécies de plantas nas montanhas Hamurpete são a tóxica Ferula e a não tóxica Ferula, Rheum ribes, Gundelia, Rumex acetosa, Arum maculatum, Eremurus spectabilis, Diplotaenia cachrydifolia Boiss, Chaerophyllum macrospermum, Thymus, Eryngium billardieri, Chondrilla juncea, Paeonia turcica, Astragalus kurdicus, Cichorium intybus e Euphorbia sp.